# 平滑耳螺
平滑耳螺（学名：Ellobium poita），是原始有肺目耳螺科耳螺属的一种。主要分布于中国大陆，常栖息在红树林海滩。